# Ekstraliga polska w piłce nożnej kobiet (2012/2013)
Ekstraliga polska w piłce nożnej kobiet 2012/2013 – 34. edycja kobiecej Ekstraligi piłkarskiej w Polsce. W rozgrywkach brało udział 10 drużyn, które rozegrały między sobą po dwa spotkania – po jednym u siebie i na wyjeździe. Mistrzem kraju została RTP Unia Racibórz, która otrzymał szansą gry w Lidze Mistrzów. Do I ligi spadł AZS UJ Kraków. Tytułu broniła RTP Unia Racibórz, a beniaminkami w tym sezonie były drużyny AZS UJ Kraków oraz GOSiR Piaseczno. Zespół Pogoń Women Szczecin wycofał się z rozgrywek po rundzie wiosennej z powodów finansowych

## Drużyny
| Uczestnicy poprzedniej edycji                                                                                 | Uczestnicy poprzedniej edycji | Uczestnicy poprzedniej edycji | Uczestnicy poprzedniej edycji |
| --- | ----------------------------- | ----------------------------- | ----------------------------- |
| URA | Unia Racibórz                 | 1                             |                               |
| MKO | Medyk Konin                   | 2                             |                               |
| GKŁ | Górnik Łęczna                 | 3                             |                               |
| POG | Pogoń Women Szczecin          | 4                             |                               |
| WRO | AZS Wrocław                   | 5                             |                               |
| BIA | AZS Biała Podlaska            | 6                             |                               |
| KP | KKP Bydgoszcz                 | 7                             |                               |
| MIT | Mitech Żywiec                 | 8                             |                               |
| Awans z I ligi                                                                                                |                               |                               |                               |
| grupa północna                                                                                                |                               |                               |                               |
| GPI | GOSiR Piaseczno               | 1                             |                               |
| grupa południowa                                                                                              |                               |                               |                               |
| AUK | AZS UJ Kraków                 | 1                             |                               |
| Oznaczenia: - kolumna pierwsza – skróty nazw drużyn, - kolumna trzecia – miejsce zajęte w poprzednim sezonie. |                               |                               |                               |

## Tabela
| Lp. | Drużyna                   | M  | Z  | R | P  | Bramki | Bramki | Różn. | Pkt | Uwagi                                 |
| --- | ------------------------- | -- | -- | - | -- | ------ | ------ | ----- | --- | ------------------------------------- |
| 1   | Unia Racibórz (M)         | 18 | 14 | 2 | 2  | 58     | 13     | +45   | 44  | Liga Mistrzów UEFA Kobiet • 2013/2014 |
| 2   | Medyk Konin               | 18 | 13 | 3 | 2  | 44     | 7      | +37   | 42  |                                       |
| 3   | Górnik Łęczna             | 18 | 11 | 2 | 5  | 33     | 17     | +16   | 35  |                                       |
| 4   | AZS Wrocław               | 18 | 10 | 2 | 6  | 25     | 15     | +10   | 32  |                                       |
| 5   | Mitech Żywiec             | 18 | 8  | 3 | 7  | 27     | 34     | −7    | 27  |                                       |
| 6   | AZS Biała Podlaska        | 18 | 6  | 3 | 9  | 19     | 28     | −9    | 21  |                                       |
| 7   | KKP Bydgoszcz             | 18 | 5  | 2 | 11 | 25     | 41     | −16   | 17  |                                       |
| 8   | GOSiR Piaseczno           | 18 | 4  | 4 | 10 | 25     | 46     | −21   | 16  |                                       |
| 9   | AZS UJ Kraków (S)         | 18 | 1  | 4 | 13 | 11     | 41     | −30   | 7   | Spadek do I ligi                      |
| 10  | Pogoń Women Szczecin1 (S) | 18 | 5  | 1 | 12 | 12     | 37     | −25   | 16  | Drużyna wycofana                      |

## Wyniki

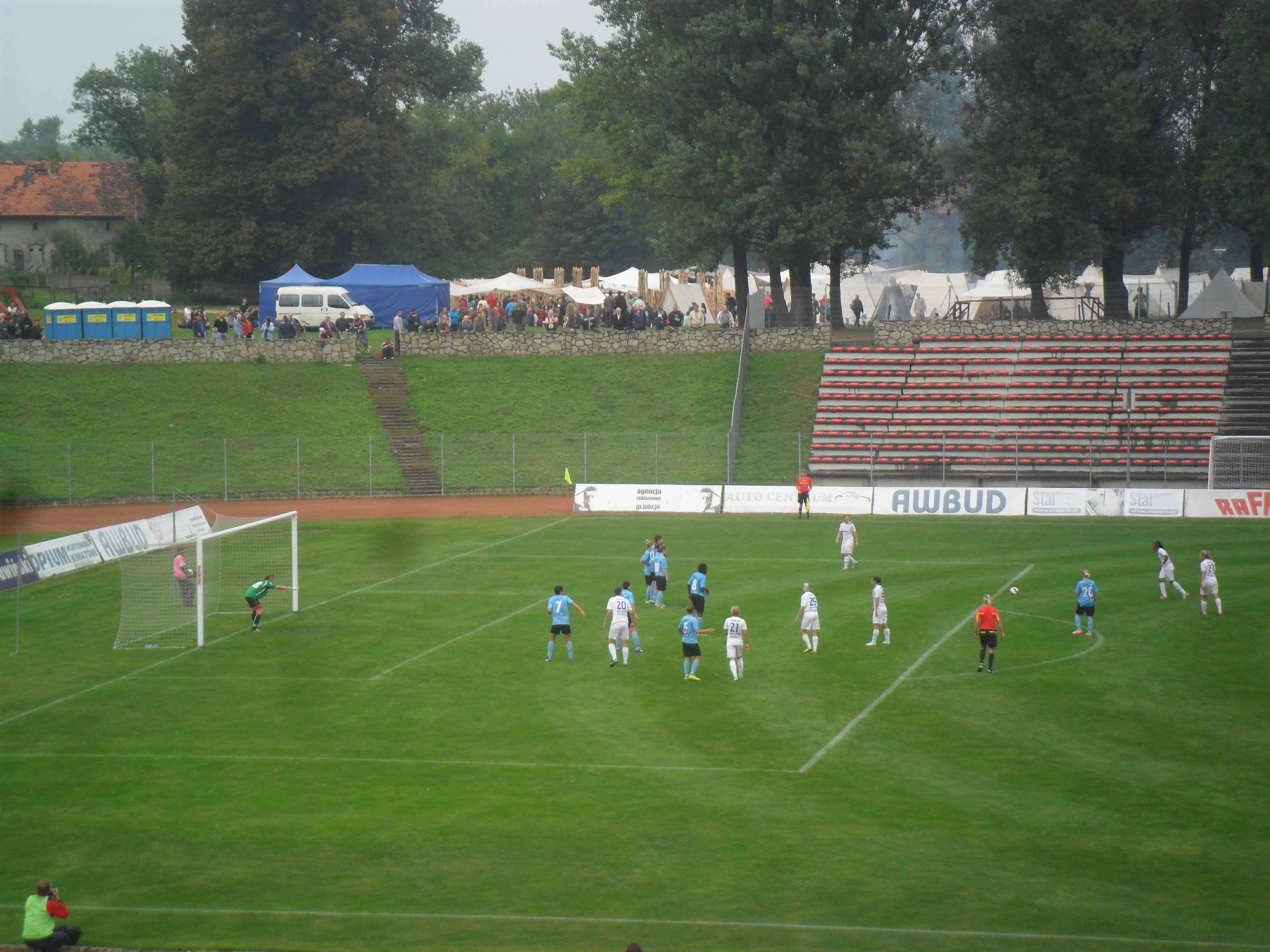
Mecz RTP Unii Racibórz z Medykiem Konin (3:0)

| Gospodarz \ Gość     | URA | MKO | GKŁ    | POG    | WRO    | BIA | KP     | MIT | GPI | AUK    |
| Unia Racibórz        |     | 3:0 | 4:1    | 3:0wo. | 2:0    | 3:0 | 5:0    | 9:2 | 1:2 | 4:0    |
| Medyk Konin          | 0:0 |     | 1:0    | 3:0wo. | 5:0    | 1:0 | 3:2    | 0:0 | 1:0 | 4:0    |
| Górnik Łęczna        | 1:3 | 0:3 |        | 4:0    | 1:0    | 2:1 | 5:1    | 5:0 | 3:2 | 2:0    |
| Pogoń Women Szczecin | 1:0 | 1:0 | 0:3wo. |        | 0:3wo. | 1:2 | 0:3wo. | 1:0 | 2:2 | 0:3wo. |
| AZS Wrocław          | 0:0 | 1:1 | 0:1    | 0:2    |        | 3:0 | 1:0    | 3:0 | 2:1 | 3:1    |
| AZS Biała Podlaska   | 1:3 | 0:4 | 0:1    | 3:0wo. | 0:1    |     | 2:2    | 1:0 | 2:4 | 2:0    |
| KKP Bydgoszcz        | 1:4 | 0:7 | 0:3    | 2:1    | 0:2    | 1:2 |        | 2:3 | 5:0 | 3:0    |
| Mitech Żywiec        | 1:3 | 0:4 | 1:0    | 3:0wo. | 1:0    | 0:0 | 3:0    |     | 6:2 | 1:1    |
| GOSiR Piaseczno      | 2:4 | 0:5 | 1:1    | 3:0wo. | 0:5    | 1:1 | 0:3    | 1:3 |     | 1:1    |
| AZS UJ Kraków        | 1:7 | 0:2 | 0:0    | 0:3    | 0:1    | 1:2 | 0:0    | 2:3 | 1:3 |        |

Aktualne na 6 lipca 2013. Źródło: 90minut.pl
Objaśnienia:
1Drużyna gospodarzy jest wymieniona po lewej stronie tabeli.
Kolory: zielony – zwycięstwo gospodarzy, żółty – remis, różowy – zwycięstwo gości.